# 第45回ダヴィッド・ディ・ドナテッロ賞
第45回ダヴィッド・ディ・ドナテッロ賞（だい45かいダヴィッド・ディ・ドナテッロしょう）の授賞式は、2000年4月19日にローマで行われた。

## 受賞とノミネート一覧
太字が受賞者。

### 作品賞
- ベニスで恋して Pane e tulipani（監督：シルヴィオ・ソルディーニ）
- Canone inverso（監督：リッキー・トニャッツィ）
- Garage Olimpo（監督：マルコ・ベキス）

### 監督賞
- シルヴィオ・ソルディーニ（『ベニスで恋して』）
- マルコ・ベキス（『Garage Olimpo』）
- リッキー・トニャッツィ（『Canone inverso - Making Love』）

### 新人監督賞
- アレッサンドロ・ピーヴァ（『LaCapaGira』）
- アンドレア＆アントニオ・フラッツィ（『Il cielo cade』）
- ピエルジョルジョ・ゲイ＆ロベルト・サン・ピエトロ（『Tre storie』）

### 脚本賞
- ドリアーナ・レオンデフ、シルヴィオ・ソルディーニ（『ベニスで恋して』）
- マルコ・ベキス、ララ・フレムデル（『Garage Olimpo』）
- シモーナ・イッツォ、リッキー・トニャッツィ（『Canone inverso - Making Love』）

### プロデューサー賞
- アメデオ・パガーニ（『Garage Olimpo』）
- ヴィットリオ・チェッキ・ゴーリ（『Canone inverso - Making Love』）
- ドメニコ・プロカッチ（『Come te nessuno mai』）

### 主演女優賞
- リーチャ・マリエッタ（『ベニスで恋して』）
- ロレンツァ・インドヴィーナ（『Un amore』）
- フランチェスカ・ネリ（『Il dolce rumore della vita』）
- フランチェスカ・ネリ（『『Io amo Andrea』』）
- イザベラ・ロッセリーニ（『ふたりのトスカーナ』）

### 主演男優賞
- ブルーノ・ガンツ（『ベニスで恋して』）
- ステファノ・アコルシ（『Ormai è fatta!』）
- ファブリツィオ・ジフーニ（『Un amore』）
- カルロ・ヴェルドーネ（『C'era un cinese in coma』）

### 助演女優賞
- マリーナ・マッシローニ（『ベニスで恋して』）
- ロザリンダ・チェレンターノ（『Il dolce rumore della vita』）
- アンナ・ガリエーナ（『Come te nessuno mai』）

### 助演男優賞
- ジュゼッペ・バッティストン（『ベニスで恋して』）
- レオ・グロッタ（『Un uomo perbene』）
- エミリオ・ソルフリッツィ（『Ormai è fatta!』）

### 撮影監督賞
- ルカ・ビガッツィ（『ベニスで恋して』）
- ファビオ・チャンケッティ（『Canone inverso - Making Love』）
- ジュゼッペ・ランチ（『乳母』[1]）

### 作曲賞
- エンニオ・モリコーネ（『Canone inverso - Making Love』）
- パオロ・ブォンヴィーノ（『Come te nessuno mai』）
- ピヴィオ＆アルド・デ・スカルツィ（『Ormai è fatta!』）

### 美術賞
- フランチェスコ・ブロンズィ（『Canone inverso - Making Love』）
- マルコ・デンティチ（『乳母』）
- アントネッロ・ゲレン、マリーナ・ピンズーティ（『Amor nello specchio』）

### 衣装デザイン賞
- セルジオ・バッロ（『乳母』）
- アルフォンシーナ・レッティエーリ（『Canone inverso - Making Love』）
- ルチア・ミリソラ（『ラ・カルボナーラ』[2]）

### 編集賞
- カルラ・シモンチェッリ（『Canone inverso - Making Love』）
- ヤコポ・クアドリ（『Garage Olimpo』）
- チェチーリア・ザヌーゾ（『Ormai è fatta!』）

### 録音賞
- マウリツィオ・アルジェンティエーリ（『ベニスで恋して』）
- トゥッリオ・モルガンティ（『Il dolce rumore della vita』）
- ブルーノ・プッパロ（『Come te nessuno mai』）

### 短編映画賞
- Monna Lisa（監督：マッテオ・デルボ）

### 外国映画賞
- オール・アバウト・マイ・マザー（監督：ペドロ・アルモドバル）
- アメリカン・ビューティー（監督：サム・メンデス）
- ぼくの国、パパの国（監督：ダミアン・オドネル）

### ダヴィッド学生賞
- Canone inverso - Making Love（監督：リッキー・トニャッツィ）

### ゴールデン・プレート
- マリアンジェラ・メラート
- ジャンカルロ・ジャンニーニ
- ジョルジオ・アルマーニ
- アレクサンダー・フォン・ノーマン
- UNITEC（全国視聴覚技術産業連合）

### ダヴィッド特別賞
- マッシモ・ボルディ、クリスティアン・デ・シーカ
- レオナルド・ピエラッチョーニ
- ヴィットリオ・チェッキ・ゴーリ